# Josef Meyer (Belgisch politicus)
Josef Meyer (Sankt Vith, 7 oktober 1939) was een Belgisch chirurg en politicus voor Vivant.

## Levensloop
Meyer werd beroepshalve chirurg. Hij werd lid van Vivant en werd politiek secretaris van de Duitstalige afdeling van de partij.
Hij zetelde van 2004 tot 2009 Parlement van de Duitstalige Gemeenschap, waar hij van 2004 tot 2009 ook fractievoorzitter was. Bovendien was hij van 2000 tot 2006 gemeenteraadslid van Sankt-Vith.